# Teklin (powiat piotrkowski)
Teklin – wieś w Polsce położona w województwie łódzkim, w powiecie piotrkowskim, w gminie Łęki Szlacheckie.
| SIMC    | Nazwa    | Rodzaj     |
| ------- | -------- | ---------- |
| 0545449 | Zofiówka | przysiółek |

W latach 1975–1998 miejscowość należała administracyjnie do województwa piotrkowskiego.